# Zalesciki
Zalesciki (în rusă Залещики) sau Zalișciîkî (în ucraineană Заліщики) este un mic oraș cu o populația de 9.089 (în 2020) situat pe malul stâng al Nistrului, în raionul Ciortkov, regiunea Ternopol, în vestul Ucrainei.

## Demografie
Componența lingvistică a localității Zalișciîkî
     Ucraineană (100%)
Conform recensământului din 2001, toată populația localității Zalișciîkî era vorbitoare de ucraineană (100%).